# 平沢下戸
平沢 下戸（ひらさわ げこ）は、日本のイラストレーター、同人作家である。

## 作品リスト

### イラスト
- 『真理男』（角川書店、2010年） - 表紙
- 『ソウル・オブ・フット』（東京創元社、2010年） - 表紙
- 『名探偵三途川理シリーズ』（講談社BOX、2010年 - 2013年、全3巻 / 改題：講談社文庫、2013年 -  2016年、全3巻 / 続編：講談社タイガ、2016年 - 2017年、全3巻） - 挿絵、表紙  / 表紙 / 表紙
- 『空が分裂する・いない』（別冊少年マガジン掲載、2010年） - 挿絵
- 『UFOはまだこない』（講談社、2011年） - 表紙
- 『双月高校、クイズ日和』（講談社、2011年 / 講談社文庫、2013年） - 表紙
- 『武侠三風剣』（徳間文庫、2011年） - 表紙
- 『村上海賊の娘』（週刊新潮掲載、2011年 - 2013年 / 新潮社、2013年） - 挿絵 / 表紙
- 『東京湾岸奪還プロジェクト ブレイクスルー・トライアル２』（宝島社文庫『このミス』大賞シリーズ、2011年） - 表紙
- 『ぼくらが旅に出る理由』（エンターブレイン、2011年） - 表紙
- 『スーパーキッズ 最低で最高のボクたち』（講談社、2011年） - 表紙、挿絵
- 『悪魔と小悪魔』（メディアワークス文庫、2011年） - 表紙、口絵
- 『腕貫探偵シリーズ』（実業之日本社文庫、2011年 - 2014年、計4巻（文庫版で、5作目以降は交代） / 4作目から続編：実業之日本社、2014年 - 2016年（5作目の文庫版からは交代）、計2巻） - 表紙
- 『宝くじが当たったら』（講談社、2012年） - 表紙
- 『お面屋たまよし』（YA!ENTERTAINMENT、2012年 - 2016年、全5巻） - 挿絵、表紙
- 『必然という名の偶然』（実業之日本社文庫、2013年） - 表紙
- 『偽恋愛小説家シリーズ』（朝日新聞出版、2014年 - 2016年、全2巻 / 朝日文庫、2016年） - 表紙
- 『スラよみ!現代語訳名作シリーズ』（理論社、2014年 - 2015年） - 表紙
- 『授賞式に間に合えば 新装版』（光文社文庫、2014年） - 表紙
- 『日本一の女』（小学館、2014年 / 小学館文庫、2017年） - 表紙（同じイラスト）
- 『死にたがりたちのチキンレース』（宝島社文庫『このミス』大賞シリーズ、2014年） - 表紙
- 『サバイバーズ』（小峰書店、2014年 - 2017年、全2巻） - 表紙
- 『ダブル・フォールト』（集英社、2014年） - 表紙
- 『こちら、郵政省特別配達課』（新潮文庫nex、2014年、全2巻） - 表紙
- 『北半球の南十字星』（ミステリ・フロンティア、2015年） - 表紙
- 『メイズ・ランナー』（角川文庫、2015年 - 2018年、全3巻） - 挿絵、表紙
- 『スクールポーカーウォーズ』（ジャンプ ジェイ ブックス、2015年 - 2017年、全3巻） - 挿絵、表紙
- 『酒天童子』（偕成社、2015年） - 挿絵、表紙
- 『ブラックミステリーズ 12の黒い謎をめぐる219の質問』（角川文庫、2015年） - 表紙
- 『波の手紙が響くとき』（ハヤカワSFシリーズ Jコレクション、2015年） - 表紙
- 『バケモノの子』（角川スニーカー文庫、2015年） - 口絵、本文挿絵
- 『奥の奥の森の奥に、いる。』（幻冬舎文庫、2015年） - 表紙
- 『もののけ犯科帳』（徳間文庫、2015年、全4巻） - 表紙
- 『片桐大三郎とXYZの悲劇』（文藝春秋、2015年） - 表紙
- 『ログ・ホライズン 外伝 櫛八玉、がんばる!』（エンターブレイン、2015年） - 挿絵、表紙
- 『戦国小町苦労譚』（アース・スターノベル、2016年 - 刊行中、既刊17巻） - 挿絵、表紙
- 『イヴルズ・ゲート』（角川ホラー文庫、2016年、全2巻） - 表紙
- 『オレさすらいの転校生』（理論社、2016年） - 挿絵、表紙
- 『東京バルがゆく』（メディアワークス文庫、2016年） - 口絵、表紙
- 『女王のポーカー』（新潮文庫nex、2016年 - 2017年、全2巻） - 表紙
- 『十二月八日の幻影』（光文社文庫、2017年） - 表紙
- 『レッドビーシュリンプの憂鬱』（ツギクルブックス、2017年） - 挿絵、表紙
- 『江戸城 御掃除之者!』（角川文庫、2017年 - 2018年、全3巻） - 表紙
- 『フクシノヒト こちら福祉課保護係』（文芸社文庫NEO、2017年 - 2018年、全2巻） - 表紙
- 『織田家の長男に生まれました』（宝島社、2017年） - 挿絵、表紙
- 『伊達政宗 (新装版)』（火の鳥伝記文庫、2018年） - 挿絵、表紙
- 『天才詐欺師・夏目恭輔の善行日和』（宝島社文庫、2018年） - 表紙
- 『大須裏路地おかまい帖 あやかし長屋は食べざかり』（宝島社文庫、2018年） - 表紙
- 『住職探偵』（ヒーロー文庫、2020年） - 挿絵、表紙
- 『物件探偵』（新潮文庫、2020年） - 表紙

### ゲーム
- 『戦の海賊』（セガネットワークス、2015年） - メインキャラ一部原案、子分キャラデザイン、メインビジュアルラフ、世界観設定協力など

### コミック
- 『マリーちゃんと神の手』（MITSUBOSHI★★★掲載（ワニマガジン社）、2015年） - フルカラー読み切り